# プロキシマス・リーグ
プロキシマス・リーグ（オランダ語: Proximus League, 英語: Belgian Second Division）は、1909年から2016年までベルギーに存在したベルギーサッカーリーグのセカンドディビジョンである。リーグ名はスポンサーの電気通信事業者のブランド、プロキシマス (Proximus) からとられていた。
2016年、ベルギー・ファースト・ディビジョンBが新設されたことにより終了した。

## リーグ形式
18クラブが参加しており、ベルギー・プロ・リーグとの間に昇格・降格システムが存在した。8月から5月にかけて開催され、各チームはそれぞれレギュラーシーズンに34試合を行ったのち、レギュラーシーズンの優勝クラブは自動的に翌シーズンのファーストディビジョンに昇格し、代わりにジュピラー・プロ・リーグの16位（最下位）クラブが自動的に降格してくる。
その他のプロキシマス・リーグ3クラブとジュピラー・プロ・リーグ15位のクラブとでホーム＆アウェイの総当たり戦（プレーオフトーナメント）を行う。その勝者が、1部リーグに昇格（もしくは残留）する。
18クラブによる2回総当り・ホーム・アンド・アウェー方式で行われ、全34試合のリーグ戦を3つのピリオドに分割し、各ピリオドのチャンピオンを決める。ピリオド1は第1節から第10節まで。ピリオド2は第11節から第22節まで。ピリオド3は第23節から第34節まで。既に前のピリオドでチャンピオンになっているクラブが、同シーズンに再びピリオド1位になった場合はそのピリオドのチャンピオンは該当なしとなる。
ピリオドのチャンピオンが既にシーズン順位1位で自動昇格を得ている場合など、参加資格に空きがあるときはレギュラーシーズンの順位が上位であるクラブ(参加資格を得たクラブに続く順位のクラブ)に資格を与える。

## 名称
- 1905-1926：プロモシオン (Promotion)
- 1926-1952：プルミエール・ディヴィジョン (Première Division)
- 1952-2008：ドゥズィエーム・ディヴィジョン (Deuxième Division)
- 2008-2010：EXQIリーグ (EXQI League)
- 2010-2012：ドゥズィエーム・ディヴィジョン (Deuxième Division)
- 2012-2015：ベルガコム・リーグ (Belgacom League)
- 2015-2016：プロキシマス・リーグ (Proximus League)

## 歴代優勝クラブ
ラスト5シーズンのみ記載
| シーズン | 優勝                   | 準優勝                   | プレーオフ勝者           |
| -------- | ---------------------- | ------------------------ | ------------------------ |
| 2010-11  | OHルーヴェン           | ロンメル・ユナイテッド   | モンス                   |
| 2011-12  | ロイヤル・アントワープ | リールセ                 | なし                     |
| 2012-13  | オーステンデ           | ムスクロン＝ペルウェルツ | サークル・ブルッヘKSV    |
| 2013-14  | ウェステルロー         | オイペン                 | ムスクロン＝ペルウェルツ |
| 2014-15  | シント＝トロイデン     | ロンメル・ユナイテッド   | OHルーヴェン             |
| 2015-16  | RWSブリュッセル        | オイペン                 | なし                     |